# 节针菌科
节针菌科（学名：Arthrorhaphidaceae）也称珠节衣科，为石耳目的一科真菌。

## 下属分类
本科包括以下属：
- 节针菌属 Arthrorhaphis Th.Fr.，珠节衣属
- Gongylia
- Phaeopyxis Rambold & Triebel